# ارکان مصطفی
ارکان مصطفی (انگلیسی: Erkan Mustafa؛ زادهٔ ۱۴ مهٔ ۱۹۷۰) بازیگر و مجری تلویزیون اهل بریتانیا است. وی از ترک‌های قبرس است و از سال ۱۹۸۲ میلادی تاکنون مشغول فعالیت بوده‌است.
از فیلم‌ها یا مجموعه‌های تلویزیونی که وی در آن‌ها نقش داشته‌است می‌توان به سرود کریسمس بلک‌ادر اشاره نمود.